# Isidoro Garnelo Fillol
Isidoro Garnelo Fillol (Enguera, Valencia, 1867-Valencia, 1939) fue un pintor y acuarelista español, que cultivó temas de género y religiosos. Catedrático de colorido y composición, así como director de la Academia de Bellas Artes de San Carlos. Fue hijo de Teresa Fillol y de Manuel Garnelo. Este último era hermano de José Ramón Garnelo, padre a su vez de José Santiago Garnelo Alda. Isidoro tuvo dos hermanos, también con carreras artísticas: Jaime Garnelo Fillol e Hilario Garnelo FIllol. 
Su vocación artística se despierta a los cinco años de edad, cuando una tarde de lluvia en la que la familia se encontraba reunida en el comedor, su padre modeló en barro una figura de cristo yacente. Su impresión ante la transformación del barro en una figura fue la causante de su deseo de dedicarse a las Bellas Artes. 

## Vida
Se instaló, en 1875, en la capital de Valencia. Pasa por varios talleres artesanos como aprendiz. Hasta que en 1878  ingresa en la Escuela del Ateneo Obrero de Valencia. Por mediación de un compañero del Ateneo entra en contacto con el escultor José Guzmán Guallar, permaneciendo en su taller durante 9 años. Alcanzando tal maestría que cuando en 1889 le comunica al propietario que abandona el taller, éste le propone ser socios compartiendo las ganancias. Extremo que Isidoro rechaza. En 1891, se trasladó a Roma para continuar sus estudios gracias a una pensión que le fue concedida por la Diputación Provincial de Valencia, ocupó la vacante que había dejado Joaquín Sorolla. Durante su estancia en Roma coincidiría José Santiago y Manuel; allí frecuentó la Academia Chigi y realizó "La profecía de San Vicente Ferrer relativa al Papa Calixto III", que fue exhibida tres años después (1894) en la Exposición Nacional de Bellas Artes de España y premiada con la segunda medalla. Remitió sus obras a certámenes y concursos artísticos y en la Exposición Nacional de Bellas Artes de 1895 obtuvo una segunda medalla por el lienzo titulado Estudio de desnudo.
En 1896 regresó a España y consiguió por oposición la cátedra de Colorido y Composición de la Escuela de Bellas Artes de San Carlos en 1898. En 1927 fue nombrado académico de San Carlos y director de la Escuela de Bellas Artes de Valencia.  Garnelo
acometió la ejecución de los grandes plafones centrales tras ofrecerse a pintarlos sobre lienzo, dado que el pintor Eduardo Soler se encontraba imposibilitado para acometer tal obra
Cultivó indistintamente en la pintura y en la escultura, excelente acuarelista de virtuosa pincelada, su pintura se caracteriza por una técnica impecable y en su obra escultórica Garnelo se aproxima a la imaginería popular. De sus manos salió una talla de San Vicente Ferrer que, obsequiada por su autor al pintor Ramón Garrido, ocupó un lugar destacado en la casa de éste.
Hombre profundamente religioso, puso de manifiesto su condición de católico durante toda su vida.

## Trabajos
- La profecía de San Vicente Ferrer relativa al Papa Calixto III, 1891, óleo sobre lienzo.
- Niño yacente, óleo sobre lienzo.

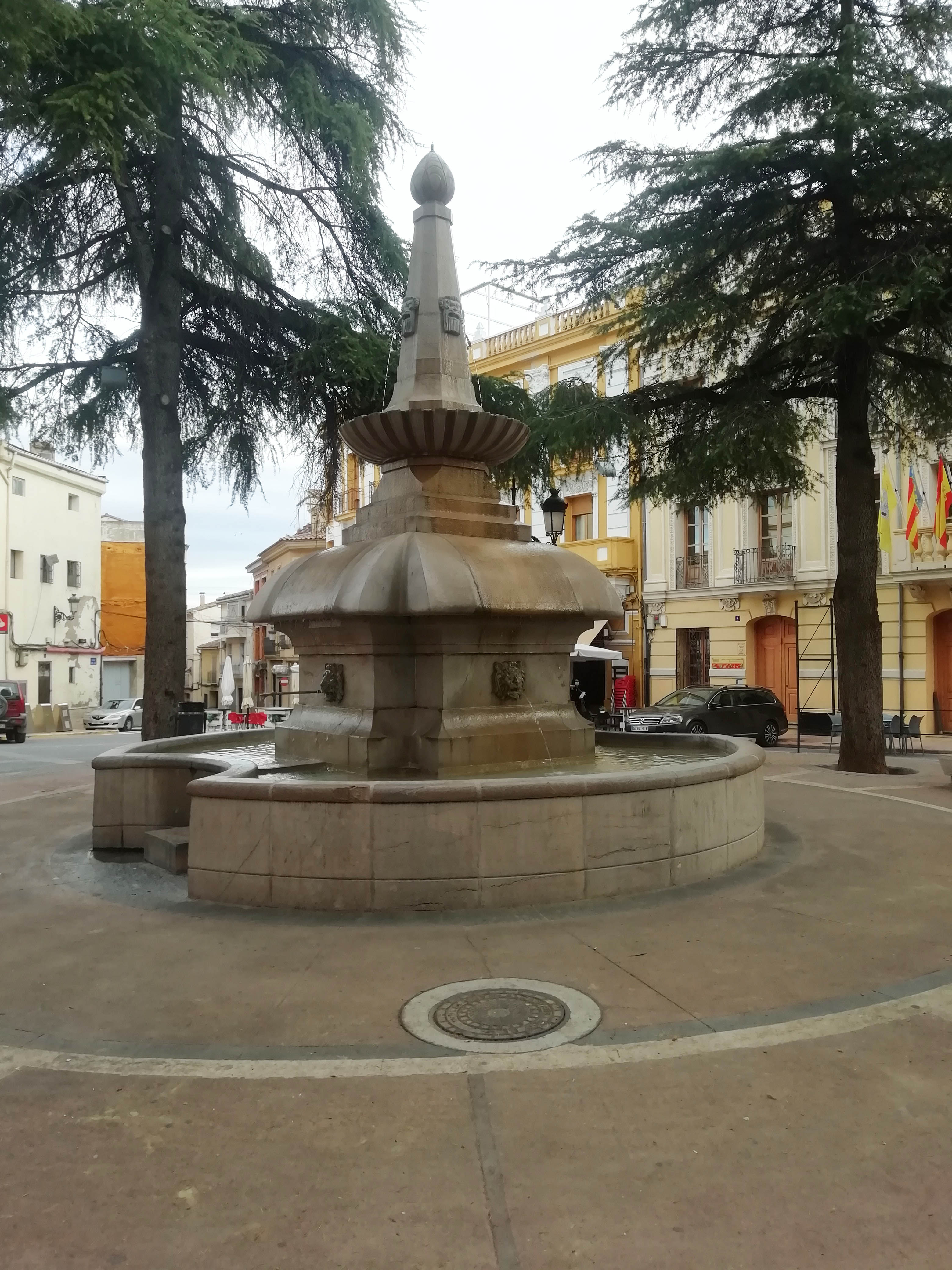
Fuente de la plaza Comunidad Valenciana, en Enguera. Diseño de Isidoro Garnelo Fillol.

- Fuente de la plaza Comunidad Valenciana, en Enguera. Diseño de Isidoro Garnelo Fillol.Estudio de desnudo, óleo sobre lienzo, firmado, 1894 (en dep. en el Museo de Belas Artes da Coruña).